# Ophiogomphus australis
Ophiogomphus australis là loài chuồn chuồn trong họ Gomphidae. Loài này được Carle miêu tả khoa học đầu tiên năm 1992.